# Totemizam
Totemizam (nastalo od totem) je skup vjerovanja vezanih uz totem, koja se po najistaknutijem teoretičaru totemizma, W. H. R. Riversu, sastoje od društvenog, psihološkog i obrednog elementa vjerovanja i poštovanja totema. E. B. Tyler se protivi pridavanju tako velike važnosti totemizma, držeći ga nusproizvodom teorije prava, proisteklom iz širokog konteksta primitivne religije. Rivers smatra da je totemizam vezivanje nekog društva (društveni element) uz neku životinju, biljku ili neživu materiju, to društvo je u pravilu neka egzogamna grupa ili klan. Psihološki element,  nadalje,  predstavlja vjerovanje u rodbinsku vezu iz koje je potekao takav klan, i na koncu obredni element se izražava kroz poštovanje ukazano životinji, biljci ili predmetu. Ovoj se Riversovoj definiciji suprotstavljaju neki suvremeni etnolozi. Sigurno je pak da se totemska biljka ili životinja ne smiju koristiti za hranu, niti pripadnici totema nekog predmeta smiju da se koriste tim predmetom.
Totemizam je raširen širom svijeta, posebno u Australiji, Sjevernoj i Južnoj Americi i Africi.
Prvotni oblici totemizma susreću se u starim centralno-australijskim plemenima.
Tamo je totem kao životinjski simbol mitski predak čovjeka i njegove skupine, tajnovita manifestacija unutarnjih odnosa u generacijama, a ti odnosi imaju u isto vrijeme zaštitnu dimenziju.
S obzirom na to da totem ima zaštitnu funkciju, on je nerijetko tabuiziran. Tako se životinje totemi ne smiju uvijek jesti, ili se to smije dogoditi u određeno vrijeme i to ritualno.
Totemske zajednice posjeduju zakone, kao što je npr. zabrana ženidbe izvan skupine (egzogamija). Tu se javljaju i komplicirana religiozna pravila, kao što je i štovanje zaštitnika koji se umjetnički pokazuje, kao što je to slučaj s indijanskim totemskim stupovima.
Ima slučajeva i individualnog totemizma gdje čovjek pojedinac stupa u bliski odnos sa zaštitnikom (nagual, nagualizam) i to na ekstatično-vizionarski način.
Totemizam nije jedinstven fenomen, pogotovo što se on u novim okolnostima mijenja. Njegovi tragovi nalaze se i u visokim kulturama, iako je najizraženiji u prirodnim narodima. 

## Relevantni članci
- tabu
- totem